# Episodi di God Friended Me (seconda stagione)
La seconda e ultima stagione della serie televisiva God Friended Me, formata da 22 episodi, è stata trasmessa sul canale statunitense CBS dal 29 settembre 2019 al 26 aprile 2020.
In Italia è stata trasmessa su Premium Stories dal 4 febbraio al 19 luglio 2020. In chiaro la stagione è andata in onda su Italia 1 dal 24 dicembre 2020 al 1º gennaio 2021: il primo episodio è andato in onda nel day-time mezzogiorno il 24 dicembre 2020, mentre il resto della stagione è andata in onda dal 26 dicembre 2020 al 1º gennaio 2021 nella fascia oraria del day-time mattina con tre episodi al giorno.
Gli episodi dall'11 al 16 su Premium Stories, seguendo la programmazione iniziale, sono stati trasmessi in lingua originale a causa della pandemia di COVID-19 che aveva bloccato la continuazione del doppiaggio. Questi ultimi episodi doppiati in italiano sono stati recuperati il 19 luglio 2020 nella trasmissione della maratona dell'intera stagione andata in onda il 18 e 19 luglio 2020.
| n° | Titolo originale            | Titolo italiano            | Prima TV USA      | Prima TV Italia  |
| -- | --------------------------- | -------------------------- | ----------------- | ---------------- |
| 1  | Joy                         | Joy                        | 29 settembre 2019 | 4 febbraio 2020  |
| 2  | The Lady                    | L'account dei due mondi    | 6 ottobre 2019    | 11 febbraio 2020 |
| 3  | From Paris with Love        | Da Parigi con amore        | 13 ottobre 2019   | 18 febbraio 2020 |
| 4  | All Those Yesterdays        | Passato e futuro           | 20 ottobre 2019   | 25 febbraio 2020 |
| 5  | The Greater Good            | La figlia del vescovo      | 27 ottobre 2019   | 3 marzo 2020     |
| 6  | The Fighter                 | La combattente             | 3 novembre 2019   | 10 marzo 2020    |
| 7  | Instant Karma               | Causa ed effetto           | 10 novembre 2019  | 17 marzo 2020    |
| 8  | The Last Grenelle           | Il precursore              | 17 novembre 2019  | 24 marzo 2020    |
| 9  | Prophet & Loss              | Profeti e perdite          | 24 novembre 2019  | 31 marzo 2020    |
| 10 | High Anxiety                | Alta tensione              | 8 dicembre 2019   | 7 aprile 2020    |
| 11 | A New Hope                  | L'orologio da tasca        | 5 gennaio 2020    | 19 luglio 2020   |
| 12 | BFF                         | Amici del cuore            | 12 gennaio 2020   | 19 luglio 2020   |
| 13 | The Princess and the Hacker | L'hacker e la principessa  | 16 febbraio 2020  | 19 luglio 2020   |
| 14 | Raspberry Pie               | Caccia all'hacker          | 23 febbraio 2020  | 19 luglio 2020   |
| 15 | The Last Little Thing       | La lista dei desideri      | 1º marzo 2020     | 19 luglio 2020   |
| 16 | The Atheist Papers          | Il dilemma dell'Ateo       | 8 marzo 2020      | 19 luglio 2020   |
| 17 | Harlem Cinema House         | Harlem Cinema House        | 15 marzo 2020     | 26 maggio 2020   |
| 18 | Almost Famous               | La ragazza con la chitarra | 29 marzo 2020     | 2 giugno 2020    |
| 19 | The Fugitive                | Il fuggitivo               | 12 aprile 2020    | 9 giugno 2020    |
| 20 | Collateral Damage           | Danni collaterali          | 19 aprile 2020    | 16 giugno 2020   |
| 21 | Miracles                    | Miracoli                   | 26 aprile 2020    | 23 giugno 2020   |
| 22 | The Mountain                | La montagna                | 26 aprile 2020    | 23 giugno 2020   |

## Joy
- Titolo originale: Joy
- Diretto da: Victor Nelli Jr.
- Scritto da: Steven Lilien e Bryan Wynbrandt

### Trama
Joy (Jessica Lu), la donna che ha contattato Miles affermando di avere ricevuto il suo nome come suggerimento di amicizia da parte dell'account di Dio, è un avvocato di Chicago, arrivata a New York dopo avere improvvisamente abbandonato la sua carriera e che ora lavora come cameriera. Il suo repentino cambiamento di vita è motivato dal suo desiderio di avere notizia della figlia, avuta da adolescente e data in adozione subito dopo la nascita. Miles è in difficoltà perché dovrebbe dare inizio alla nuova stagione del suo podcast, ma da settimane non riceve più suggerimenti di amicizia da parte dell'account di Dio. Joy riceve invece la segnalazione relativa al tenente Freemont (Zach Appelman), un militare in procinto di ritornare in Iraq nonostante abbia un serio problema di salute che potrebbe essergli fatale. Nel frattempo, a Parigi, Simon (Adam Goldberg) aiuta Cara a trovare Annie (Susan Misner), la donna che la inspirò ad intraprendere la carriera di giornalista ed il cui suggerimento di amicizia cinque anni prima aiutò Cara a ritrovare la madre. Cara scopre però che Annie prova un forte risentimento nei confronti di Simon, colpevole di averle stroncato la carriera, ed anche che Annie non le ha mai inviato nessun suggerimento di amicizia. Arthur intanto è riluttante a lasciare la casa dove ha vissuto per tanti anni per andare a vivere in una nuova abitazione con Trish dopo il matrimonio.

## L'account dei due mondi
- Titolo originale: The Lady
- Diretto da: Darren Grant
- Scritto da: Robert Hull

### Trama
Joy (Jessica Lu) riceve un nuovo suggerimento di amicizia: questa volta si tratta di Teddy Preston (Bryan Greenberg), un guru che tiene corsi di auto aiuto e la cui vita privata sembra essere in netto contrasto con l'immagine positiva che mostra di avere nel corso dei suoi seminari. A Parigi, Simon (Adam Goldberg)  ed Annie (Susan Misner) aiutano Cara ad investigare sulla violazione del suo account Facebook che l'ha portata a ricongiungersi con sua madre. Nel frattempo, Miles riceve un messaggio dall'account di Dio contenente le parole  "Segui la signora, trova la tua via". Miles e Rakesh giungono alla conclusione che la signora in questione potrebbe essere la Statua della Libertà, ma, una volta sul posto, non trovano nulla e vengono contattati da Cara che si trova invece nei pressi della replica parigina della stessa statua. Miles e Cara comprendono che l'account di Dio vuole che Miles raggiunga Cara a Parigi. Intanto, Arthur è profondamente turbato dalla notizia che Ali sta per lasciare l'Harlem Episcopal Church per diventare un membro di una chiesa maggiormente inclusiva per le persone che come lei appartengono alla comunità LGBTQ+.

## Da Parigi con amore
- Titolo originale: From Paris with Love
- Diretto da: Marcos Siega
- Scritto da: Safia M. Dirie

### Trama
Miles raggiunge Cara a Parigi e insieme continuano a investigare sul messaggio lasciato sul profilo di Miles "Segui la signora, trova la tua via". Ciò comporta che Joy (Jessica Lu) si trovi a doversi occupare del nuovo suggerimento di amicizia dell'account di Dio senza l'aiuto di Miles, ma tuttavia con l'assistenza di Rakesh. I due si trovano ad investigare su Sarah (Monique Gabriela Curnen), un'ausiliario del traffico che multa l'auto di Joy. La donna ha un forte senso di colpa nei confronti del fratello disabile, per non averlo a suo tempo difeso dalla reazione della famiglia quando il ragazzo rivelò la sua omosessualità. Nel frattempo, a Parigi, al Museo del Louvre, Miles e Cara trovano un quadro intitolato "La via" di Audrey Grenelle (Karine Vanasse), contenente un codice che Miles spera potrà essere decifrato da Rakesh. Miles dice a Cara che l'ama, ma la ragazza gli risponde che non si sente di ricambiare le sue parole perché l'ultima volta che ha espresso i suoi sentimenti a qualcuno è stata poi abbandonata dalla madre. Miles accetta la spiegazione di Cara che decide di tornare a New York con Miles.

## Passato e futuro
- Titolo originale: All Those Yesterdays
- Diretto da: Kellie Cyrus
- Scritto da: Matt Ward

### Trama
Joy (Jessica Lu) riceve come suggerimento di amicizia dall'account di Dio il nome della figlia che diede in adozione quando era adolescente e per avere notizie della quale si è trasferita da Chicago a New York. La ragazza, che gioca nella medesima squadra di calcio in cui gioca la sorellastra di Cara, da un po' di tempo è turbata perché vorrebbe conoscere le sue radici, ma non riesce a trovare informazioni in merito. Miles suggerisce a Joy di usare molta cautela ed alla fine, fingendo di avere indagato in merito in qualità di avvocato, Joy rivela alla figlia alcune informazioni sulle sue origini hawaiane, senza tuttavia rivelarle di essere la sua madre biologica e decidendo poi di ritornare a Chicago, riprendendo la sua vita e la sua professione di avvocato d'ufficio. Tornata da Parigi, Cara accetta l'invito della madre di trasferirsi da lei e riprende il suo vecchio lavoro di giornalista a Catapult. Miles e Cara continuano inoltre ad indagare sulla sfuggente Audrey Grenelle (Karine Vanasse). 

## La figlia del vescovo
- Titolo originale: The Greater Good
- Diretto da: Marcos Siega
- Scritto da: Logan Slakter

### Trama
Miles riceve come nuovo suggerimento di amicizia il nome di Claire Thompson (Samantha Marie Ware), figlia del vescovo di New York, il prelato con cui collabora Arthur, il padre di Miles. Claire è un'infermiera che lavora nello stesso ospedale dove lavora anche la ragazza di Rakesh, Jaya (Shazi Raja), ma ha un passato di dipendenze da alcool e farmaci. Rakesh scopre che Claire sottrae farmaci in ospedale, ma non per uso personale, bensì per un piccolo ambulatorio clandestino creato da lei per assistere persone a basso reddito e senza assicurazione sanitaria che non possono permettersi cure mediche ufficiali. Il Vescovo Thompson (K. Todd Freeman), a sua volta un ex alcolista, dapprima teme una ricaduta della figlia in qualche forma di dipendenza, ma in seguito usa la sua influenza per evitare guai giudiziari a Claire e per organizzare una raccolta fondi per rendere legale l'ambulatorio. Quando le sue azioni vengono rese pubbliche, il vescovo Thompson si dimette dalla carica per aiutare la figlia a mandare avanti l'ambulatorio e raccomanda Arthur come prossimo vescovo di New York. Nel frattempo, in seguito alle ripetute pressioni a cui i genitori di Jaya sottopongono lei e Rakesh, i due ragazzi fingono di lasciarsi per non essere costretti a sposarsi.

## La combattente
- Titolo originale: The Fighter
- Diretto da: Rich Newey
- Scritto da: Kristi Korzec

### Trama
Al barbecue di Ray Nicolette, l'investigatore privato aiutato un anno prima, Miles conosce un'assistente sociale, Elena, e il suo ragazzo, Austin. Elena ha iniziato ad allenarsi duramente nelle arti marziali miste per aiutare a guarire le ferite emotive di un'esperienza traumatica. Arthur, il padre di Miles, è combattuto tra un'opportunità professionale di divenire Vescovo e le promesse fatte alla sua fidanzata, Trish. Quando comunica la decisione alla sua fidanzata lei decide di rompere il fidanzamento. Rakesh, nel frattempo, tenta di rintracciare l'artista dietro il misterioso dipinto che Miles e Cara hanno trovato a Parigi. A fine episodio Miles, Cara e Rakesh incontrano finalmente Audrey Grenelle.

## Causa ed effetto
- Titolo originale: Instant Karma
- Diretto da: Marcos Siega
- Scritto da: Steve Harper

### Trama
Mentre Miles è alle prese con il misterioso dipinto "La via" e viene coinvolto da un nuovo caso dall'account di Dio: Sameer, un avvocato con problemi finanziari, non vuole avere niente a che fare con un biglietto vincente della lotteria che Miles tenta di restituirgli. Ali si apre alla congregazione della chiesa LGBTQ a cui si è unita. Audrey Grenelle, cerca di aiutare Miles a capire qual è il messaggio segreto dietro il dipinto "La via", e grazie alla "fortuna" scoprono che dietro al dipinto "La via" si nasconde in realtà la foto di una casa.

## Il precursore
- Titolo originale: The Last Grenelle
- Diretto da: Lionel Coleman
- Scritto da: Carmen Pilar Golden

### Trama
La casa de "La via" altri non è che la casa di Gideon. Si scopre che costui è stato il primo ad essere cooptato dall'account, e dunque è il precursore di tutta la vicenda. Gideon, 5 anni prima, ha rinunciato all'account perché non voleva rinunciare all'amore, poco prima però di abbandonare l'account, aveva ricevuto l'invito di aiutare Audrey Grenelle, invito che aveva ignorato. Il padre della Grenelle infatti era morto proprio 5 anni prima, il compito di Gideon sarebbe stato quello di farli riappacificare prima della morte dell'uomo. Miles e Gideon aiutano la Grenelle a riappacificarsi con la donna che "le ha portato via il padre" e lei scopre così di avere un fratello. Rakesh chiede a Jaya di sposarlo per non dover più fingere, ma lei non vuole e decide di interrompere la relazione. Gideon preannuncia a Miles che prima o poi, l'account di Dio lo metterà alla prova e gli chiederà di rinunciare all'amore e perciò a Cara, e che non potrà opporsi perché l'account non gli darà una scelta. Arthur diventa Vescovo di New York e Trish decide di dargli una seconda chance.

## Profeti e perdite
- Titolo originale: Prophet & Loss
- Diretto da: Barbara Brown
- Scritto da: Robert Hull

### Trama
Miles va per la prima volta a cena a casa di Cara e della sua famiglia, dove sembra regnare una grande felicità. L'account di Dio segnala però Paul, il patrigno di Cara, come persona d'aiutare. Si scopre che Paul ha perso parecchi soldi dei suoi clienti, ed è coinvolto nel traffico di informazioni illegali di un suo amico, su cui Cara stessa sta scrivendo un articolo. Cara decide perciò di non scrivere l'articolo, ma Miles, pensando di fare la cosa giusta, fa una soffiata anonima al giornale di Cara, e lei è costretta a scrivere con Adam l'articolo sul amico del patrigno. L'Fbi si presenta a casa di Paul ma lui è intenzionato a scappare in Canada. Cara lo convince a restare per sua figlia Liv e sua moglie Susan, ma questo comporta l'arresto di Paul. Cara è arrabbiata con Miles, che le dice che è l'account di Dio che sta provando a farli lasciare, ma Cara, che all'inizio dell'episodio, aveva chiesto a Miles di lasciar perdere Paul per non creare scompiglio nella sua famiglia, dice che non è colpa dell'account, ma solo di Miles che non ha rispettato la sua richiesta.

## Alta tensione
- Titolo originale: High Anxiety
- Diretto da: Charissa Sanjarernsuithikul
- Scritto da: Steven Lilien e Bryan Wynbrandt

### Trama
Miles si trova con Rakesh nel palazzo dell'identity Seal, quando un lavavetri rimane sospeso nel vuoto all'altezza del quarantesimo piano. L'uomo, Miguel, sta cercando infatti di suicidarsi per permettere alla moglie di riscuotere l'assicurazione è pagare la Dialisi alla figlia. Miles però riesce a farlo desistere e con l'aiuto di Cara riescono a raccogliere i soldi per le cure. La bambina però peggiora e ha bisogno di un trapianto di rene entro due giorni ma è la seconda in lista e c'è un solo rene 0- . Fortunatamente Miguel è compatibile con il primo ragazzo della lista e riesce a fare uno scambio, il suo rene compatibile, in cambio del rene "universale"  per la figlia. Miles vuole lasciare l'account di Dio, ma Cara lascia Miles perché le persone che gli segnala l'account hanno bisogno di aiuto e lui non può lasciarli in difficoltà. Trish chiede ad Arthur di sposarla e Joy torna in città con delle informazioni sull'account di Dio.

## L'orologio da tasca
- Titolo originale: A New Hope
- Diretto da: Marcos Siega
- Scritto da: Safia M. Dirie

### Trama
Joy informa Miles e Rakesh sul fatto che tutte le persone che hanno aiutato sono collegate da una compagnia d'assicurazione. Mentre Rakesh è impegnato a scoprire chi ha accesso ai dati sui clienti della compagnia assicurativa, Miles e Joy seguono il caso di una nuova persona segnalata dall'account di Dio: si tratta di Abe, un anziano sopravvissuto alla Shoah, in cerca di notizie sulla sorella persa mentre fuggivano dai tedeschi. Insieme riescono a ritrovare la sorella perduta. Rakesh e Miles, su suggerimento di un hacker, scoprono che dietro l'account di Dio potrebbe esserci Alphonse Jeffries, un ex soldato che Arthur, il padre di Miles, ha salvato in Vietnam. Grazie a questa nuova pista sull'account di Dio le cose tra Miles e Cara sembrano migliorare e ritornano ad essere amici. Mentre Cara è in visita alla madre Susan, che sta firmando un contratto per tornare a lavorare come infermiera, Cara vede Ali uscire sconvolta dal reparto di oncologia.

## Amici del cuore
- Titolo originale: BFF
- Diretto da: Annabelle Frost
- Scritto da: Steven Lilien e Bryan Wynbrandt

### Trama
Al matrimonio di Arthur e Trish, l'account di Dio suggerisce a Miles l'amicizia proprio con la figlia della sposa. Miles aiuta la figlia di Trish a ritornare ad essere amica del suo ex marito. Ali e Miles scoprono che Ali ha un carcinoma duttale (genere invasivo) e Miles dice ad Alphonse Jeffries (invitato al matrimonio da Arthur) che è disposto a rinunciare all'amore per Cara e a diventare un profeta, ma lui in cambio deve garantirgli che la sorella sopravviverà. Alphonse Jeffries però sembra non saperne niente dell'account di Dio né dell'hacker che avrebbe ingaggiato. I ragazzi tornano nell'appartamento dell'hacker ma lo trovano vuoto, l'unica cosa che l'hacker ha lasciato loro è la carta della regina di cuori.

## L'hacker e la principessa
- Titolo originale: The Princess and the Hacker
- Diretto da: Marcos Siega
- Scritto da: Kristi Korzec

### Trama
Rakesh ha messo a punto la sua applicazione sull'anima gemella e vuole che i suoi amici siano i primi a vederne l'efficacia. Rakesh è convinto che l'app gli indicherà Jaya come sua anima gemella, ma al contrario l'app fa il nome di una donna, che è anche il suggerimento dell'account di Dio: Lulu Achebe, il profilo fake della principessa Luela Avila Chuke, erede al trono del Longo. Rakesh scopre che Luela è davvero la sua anima gemella, secondo la nonna di Luela infatti l'anima gemella è la persona che veglia su qualcuno quando questa ne ha bisogno. Luela torna in Longo, ma Rakesh è sereno perché per la prima volta ha immaginato il suo futuro senza Jaya. Ali decide di congelare gli ovuli prima di iniziare la chemioterapia perché desidera un giorno divenire madre, anche se questo significa posticipare le cure di almeno un mese.

## Caccia all'hacker
- Titolo originale: Raspberry Pie
- Diretto da: Joe Morton
- Scritto da: Logan Slakter

### Trama
Miles si meraviglia quando l'account di Dio gli invia il suo stesso nome come suggerimento d'amicizia. Rakesh scopre che il profilo Facebook di Miles è stato clonato. A clonare l'account di Miles è Zack Waller, un ragazzo che con la truffa della raccolta fondi per i compleanni è riuscito a raccogliere 10.000 dollari. Questi soldi gli servono per comprare un computer, chiamato tortino di lamponi, in grado di entrare nei server della difesa e scoprire così come è morta sua madre. Miles e Rakesh cercano di tenerlo fuori dai guai scoprendo la verità sulla morte della madre del ragazzo. Cara nel frattempo scopre che la carta (donna di cuori) lasciata dall'hacker a Miles serve per entrare in un club segreto di gioco d'azzardo. Ali fuori dallo studio per congelare gli ovuli conosce Emily e nasce del feeling.

## La lista dei desideri
- Titolo originale: The Last Little Thing
- Diretto da: Marcos Siega
- Scritto da: Robert Hull

### Trama
Miles, Cara e Rakesh vengono smascherati non appena entrano nel club. Un uomo infatti conosceva il possessore della carta e aveva un patto con l'hacker: la sua fedina penale veniva ripulita e in cambio l'uomo gli forniva il certificato di nascita che si pensa essere quello della persona dietro dell'account di Dio.  Mentre Ali inizia la chemioterapia , Miles vuole convincere Anna, una ragazza a cui è tornato il cancro, a lottare e non solo a stilare una lista dei suoi ultimi desideri. Secondo Artur e Ali il compito di Miles è di far ritrovare la fede alla ragazza, ma quando lei muore poco prima di realizzare l'ultimo desiderio, Ali pensa che il suggerimento sia stato mandato per far ritrovare la fede a Miles. Miles, Cara e Rakesh riescono a farsi consegnare il certificato della persona che si nasconde dietro l'account e si scopre che altri non è che il figlio di Alphonse Jeffries: Corey Smith.

## Il dilemma dell'ateo
- Titolo originale: The Atheist Paper
- Diretto da: Erin Richards
- Scritto da: Jessica Granger

### Trama
Miles partecipa al un evento promozionale del nuovo libro del suo idolo, il famoso ateo Daryl Watkins, e dopo essere stato criticato pesantemente, Miles riceve la segnalazione proprio su di lui. Daryl infatti è intenzionato a smettere di scrivere dopo che si è innamorato di una pastora, ora crede infatti che Dio esista e non si sente più coerente con quello che scrive, pensa perciò che allontanando la fonte del suo amore, ritrovi un po' di coerenza. Secondo Arthur il compito di Miles è di indirizzarlo verso la fede. Miles cerca di far ricongiungere Daryl con la Pastora, ma quest'ultima è partita per il sud America così Daryl decide che andrà da lei, non prima di insinuare in Miles il dubbio che dietro l'account di Dio ci sia Dio stesso. Cara nel frattempo indaga su Smith e scopre che lavora per il governo, in un'azienda tessile usata come copertura. Cara è anche combattuta tra il dire e il tacere a Miles di avere avuto un appuntamento con Adam, un suo ex collega. Alla fine della puntata Ali sta male e viene portata al pronto soccorso, questo la porta a interrompere la conoscenza con Emily.

## Harlem Cinema House
- Titolo originale: Harlem Cinema House
- Diretto da: Marcos Siega
- Scritto da: Carmen Pilar Golden e Steve Harper

### Trama
Il tumore di Ali è aggressivo perciò le viene comunicato che servirà una terapia più aggressiva. Mentre Miles cerca di far svagare Ali, l'account di Dio gli invia come suggerimento d'amicizia i nomi di tre persone che lavorano in un vecchio cinema dove andavano da bambini: il titolare, Leo e Aley. Il cinema sta per essere chiuso e l'unica cosa che potrebbe salvarlo è un anello rubato proprio da Aley prima ancora di lavorare per il cinema. Le ricerche dell'anello non vanno però a buon fine e questo crea dei dissapori tra i tre colleghi. Miles li fa riavvicinare e grazie all'account di Dio trovano nello scantinato delle pellicole d'epoca che valgono una fortuna e salvano il cinema. Ali e Emily escono nuovamente insieme.

## La ragazza con la chitarra
- Titolo originale: Almost Famous
- Diretto da: Gregory Smith
- Scritto da: Joe Webb e Brian Ford Sullivan

### Trama
Ali potrà iniziare una nuova cura sperimentale anticancro che sembrerebbe efficace, ma la decisione finale spetta alla dottoressa Tammy (Amy Acker), il nuovo suggerimento dell'account. Miles è combattuto tra la speranza che la segnalazione sia stata mandata per aiutare Ali, e la paura che intervenendo verrà esclusa dalla terapia sperimentale. Miles l'aiuta dopo essere stato convinto anche dalla sorella, Tammy però deve escludere Ali dalla cura per via di un difetto cardiaco. Cara riesce a convincere Corey Smith a incontrare lei e Miles.

## Il fuggitivo
- Titolo originale: The Fugitive
- Diretto da: Bola Ogun
- Scritto da: Richard Lowe

### Trama
Corey Smith afferma che l'account gli è stato rubato e che è intenzionato anche lui a scoprire da chi, perciò con l'aiuto di Rakesh e del suo nuovo apprendista Zack Waller (st. 2 ep. 14), trovano un modo per indagare utilizzando i server della Darpa (azienda governativa per cui lavora Corey). Miles nel frattempo riceve un nuovo suggerimento di amicizia: si tratta di Russel Hill, la persona che gli ha restituito il portafoglio al ristorante quella mattina. L'uomo infatti ha un mandato di cattura per mancata presenza in tribunale. Russel ha paura che andando in prigione la figlia venga affidata a gente interessata solo agli assegni governativi e non al bene della figlia, come è successo a lui da bambino. Tutto si risolve per il meglio quando si scopre che la cacciatrice di taglie, aveva conosciuto Russel quando era un neonato e si era dispiaciuta molto quando lo avevano portato via. Decide così di adottare sua figlia per i 6 mesi che Russel dovrà passare in carcere.  Nel frattempo Ali comincia a perdere i primi capelli per la chemioterapia.

## Danni collaterali
- Titolo originale: Collateral Damage
- Diretto da: Darren Grant
- Scritto da: Lydia Teffera e Sam Lifshutz

### Trama
Miles registra il suo podcast di fronte ad alcuni dei suoi fan. Tra il pubblico c'è anche Trevor, che lo accusa di avergli rovinato la vita. Trevor infatti era innamorato di una ragazza e stava per rivelargli i suoi sentimenti, progetto non andato a buon fine a causa del secondo suggerimento di Dio a Joy (st. 2 ep.1) che prevedeva il riavvicinamento di due innamorati: Rose e Lt. Fremont. Trevor è convinto di dover dire tutto a Rose, che però si sta per sposare. Miles cerca di fargli capire che lei non è la sua anima gemella, e glielo prova con l'app dell'anima gemella di Rakesh. Trevor alla cena pre-matrimonio dichiara il suo amore e poi scappa, Miles e Rose lo ritrovano davanti alla tomba del fratello di lei (migliore amico di Trevor) e le cose si risolvono per il meglio. Trevor ora può andare avanti, si licenzia e si dedica al lavoro da comico, proprio prima di un suo spettacolo incontra la sua anima gemella consigliata dall'app di Rakesh. Rakesh nel frattempo, con l'aiuto di Zack Weller e di Corey Smith, violano l'account di Dio e di nascosto Corey infetta l'account con un virus. Ali e Emily si dichiarano amore reciproco. Cara viene lasciata da Adam perché lui ha scoperto (grazie a un dispetto di Trevor prima che le cose si risolvessero) che Miles è ancora innamorato di lei.

## Miracoli
- Titolo originale: Miracles
- Diretto da: Victor Nelli Jr.
- Scritto da: Robert Hull

### Trama
Corey ha inserito un virus nell'account di Dio, compromettendone il funzionamento, per impedire di essere scoperto dalla Darpa e perdere il lavoro. Nel frattempo Miles riceve il suggerimento di Cj Smith il figlio di Corey, il quale afferma che mentre era in coma un angelo gli ha detto alcune cose su suo papà, pensa che l'angelo volesse far riavvicinare Corey e Alphons prima che fosse troppo tardi, Alphons infatti sta per morire. Corey viene arrestato per aver violato i sistemi di sicurezza della Darpa,ma suo padre, che si scopre essere stato assente perché ha lavorato per 20 anni nella Cia, riesce a farlo rilasciare. Cj scappa e a scoprire dove si trovi è proprio Alphons, Cj infatti non aveva parlato con un angelo, era Alphons che mentre il ragazzo era in coma andava a trovarlo fuori dall'orario di visite per vedere come stava e parlargli di suo padre.Trovato il ragazzo padre e figlio si riavvicinano permettendo così anche a Cj di conoscere suo nonno. Rakesh e Zack nel frattempo riescono a salvare l'account di Dio. Susan, la madre di Cara la informa che presto si trasferirà altrove. Il tumore di Ali si è ridotto, perciò potrà finalmente fare l'intervento. Cara vuol dire a Miles che non ricambia i suoi sentimenti.

## La montagna
- Titolo originale: The Mountain
- Diretto da: Bryan Wynbrandt
- Scritto da: Steven Lilien

### Trama
Ali affronta l'intervento chirurgico. Miles le porta la bibbia di sua madre in ospedale ma non fa in tempo a vederla prima dell'intervento a causa di un disguido in metro. Al termine dell'operazione sorge una complicanza (un trombo) e tutti sono spaventati. Miles nella bibbia trova una lettera di Ali, dove lei gli dice che è contenta che lui non sia solo. Fortunatamente le cose vanno per il meglio e Ali si risveglia dall'intervento. Susan e Liv salutano Cara prima di trasferirsi e Susan le dice di essere sincera con Miles. Miles capisce che non importa in cosa si crede, l'importante è aiutarsi sempre a vicenda lungo il percorso della vita. Finale: Cara dice la verità a Miles ma dopo un po' loro si rimettono insieme lo stesso. Ali entra in seminario (come era stato preannunciato nella st.2 ep.7). Rakesh e Jaya si rimettono insieme e lei accetta di sposarlo.
Alla fine Miles, riceve un messaggio dall'account che lo invita a raggiungerlo sulla cima del Himalaya, dove un giovanissimo Monaco buddista dice a Miles che Lei lo sta aspettando. FINE.